# Раџастан
Раџастан је савезна држава Индије са површином од 342.236 km² и 68.621.012 становника (стање: 1. јан. 2011). Највећа је држава у Индији по површини. Граничи се са Пакистаном на западу, Гуџаратом на југозападу, Мадја Прадешом на југоистоку, Утар Прадешом и Харајаном на североистоку и Пенџабом на северу. Главни град је Џајпур. Пустиња Тар се налази на западу Раџастана. Једна од најстаријих планина света Аравали се налази ту. Источни Раџастан има два резервата за тигрове, као и национални парк Кеоладео, који је чувен по птицама.
Етничка група Роми воде порекло из Раџастана.

## Географија
Главна географска особина Раџастана су планине Аравали, које се протежу 850 km од југозапада до североистока. Око три петине Раџастана лежи северозападно од Аравали планина. Северозападни део Раџастана је сув и песковит и већину тога подручја покрива пустиња Тар, која се протеже у суседни Пакистан. Планине Аравали заустављају монсуне, који долазе из правца Арапског мора, тако да северозападни део остаје без кише. Пустиња Тар је јако слабо настањена, а град Биканер је највећи град пустиње. Северозападне трновите шуме од грмља налазе се око пустиње Тар. Подручје прима мање од 400 mm кише годишње, а летње температуре премашују 45°C. Град Џодпур се налази у зони трновитих грмова.
Аравали планине и подручје источно представљају плодније подручје са више киша. Ту има више становништва и градова.

## Историја
Раџастан је историјски био Раџпутана, тј. краљевства Раџпут. Раџпут значи син краља. Раџпуте су успоставиле краљевство у 6. веку после Христа. Раџпуте су се супротстављале муслиманским инвазијама на Индију. Бројна Раџпут краљевства су ипак постала вазали Делхијског султаната, а касније и Могулског царства. Слабљењем моћи Могулског царства Раџпуте поново успостављају независност. Са Британцима склапају бројне споразуме у 19. веку, прихватајући врховну власт енглеског краља. Аџмер у Раџпутани је постао део Британске Индије, а остали су постали једна врста енглеских вазала са великом аутономијом. Раџастанска независна краљевства су створила богато архитектонско и културно наслеђе, које се види у многим тврђавама и палатама (Махала и Хавелис), које су обогаћене и муслиманском и џаину архитектуром.

## Привреда
Раџастанска привреда је првенствено пољопривредна. Највише се гаји пшеница и овас, шећерна трска, памук и дуван. Највећи је произвођач јестивог уља у Индији. Највећи је и произвођач вуне у Индији. "Индира Ганди" канал служи за наводњавање северозападног Раџастана.
Раџастан је велики произвођач полиестерских влакана. Има руднике соли и бакра. Велики је произвођач цемента, гипса, азбеста, цинка, мрамора, олова, фосфатних стена.

## Значајни градови
- Џајсалмер
- Џодпур
- Амбер
- Алвар